# Scapania mexicana
Scapania mexicana là một loài rêu trong họ Scapaniaceae. Loài này được Fulford & Sharp mô tả khoa học đầu tiên năm 1990.